# Огляд на місці
«Огляд на місці» (пол. Wizja lokalna) — сатирико-філософський науково-фантастичний роман Станіслава Лема, присвячений пригодам вигаданого героя космосу Йона Тихого.
У романі описано подорож Йона Тихого до далекої планети Енції для вивчення тамтешньої цивілізації енціан. Назва твору пов'язана з перевіркою інформації про цю планету, отриману з використанням комп'ютера для моделювання умов Енції на Землі. Лем досить докладно пропрацював над історією Енції з первісних часів по часу дії роману, а також показав соціальний устрій енціанского суспільства.

## Тематика
Однією з провідних тем книги є проблема достатку в суспільстві, заснованому на автоматизації виробничих процесів, де індивіди не займаються фізичною працею; введення етичних законів за допомогою технології, що призводить до створення такого середовища проживання, де виконання етичних норм забезпечується примусово і механічно; ідеологічне протистояння двох домінуючих систем, в яких можна побачити пародію на доведений до абсурду розкол Заходу і Радянського Союзу.
Іншим напрямком можна вважати проблему контакту між представниками різних цивілізацій, описану в гротескній формі, характерну для пригод Йона Тихого.

## Час дії
Ніяких конкретних дат в книзі немає, як немає і можливості їх встановити. Відомо, що дія відбувається після того, як Йон Тихий здійснив майже всі подорожі і видав свої «Зоряні щоденники» (а, наприклад, подорож 21-а зайняло близько 1000 років). При цьому безсумнівні ознаки фантастичного далекого майбутнього, в якому міжзоряні перельоти і контакти з іншими цивілізаціями стали буденною справою, що поєднуються з упізнаваними побутовими реаліями кінця XX століття. Більш того, один з персонажів «Огляду на місці», адвокат Фінкельштейн, в дитинстві був в'язнем нацистського концтабору.

## Сюжет
Йон Тихий повертається з чергової космічної подорожі. На Землі він стикається з різними юридичними проблемами, як невеликими, так і складними. Бажаючи відпочити, він хоче придбати будиночок в Альпах. Перебуваючи в одному швейцарському готелі, він отримує в подарунок замок від шахрая, власника фірми, що виробляє дитяче харчування, на прізвище Кюсміх (Küss mich — поцілуй мене). Разом з подарунком він отримує і великі проблеми юридичного спрямування. Кюсміх намагається зробити Й. Тихого цапом відбувайлом і звалити на нього всю відповідальність за свої махінації.
Через всі ці подій герой випадково дізнається про Міністерство інопланетних Справ і Інститут Історичних Машин. Ніяких дипломатичних контактів з іншими світами ще немає, але підготовка до них вже йде — МЗС займається математичним прогнозуванням майбутньої історії. Задля експерименту Тихий дає на перевірку одне з видань своїх «Зоряних щоденників». Машини прогнозують, що ця книга стане через багато років причиною міжпланетного дипломатичного скандалу. Всьому виною виявляється 14-цята подорож, де описується супутник планети Енції, який Тихий вважав самостійною планетою Ентеропією. Головний герой починає шукати інформацію про Енцію, щоб змоделювати її умови. Тихий починає вивчати описи інших дослідників, які не завжди стикуються між собою, а іноді суперечать один одному. Також він намагається вивчити історію Енції не лише за земними працями, а й переказами енціанських книг на людську мову. Він з'ясовує, що тамтешня панівна раса походить від нелітаючих птахів. Через відмінності в фізіології багато звичайних для людини речей незрозумілі й абсурдні для енціаніна і навпаки.
Далі Тихий відправляється на Енцію як посол і задля задоволення власної цікавості, щоб перевірити як його уявлення відповідають дійсності. Він стикається на власні очі з унікальною антропоморфною цивілізацією, розділеною на дві основних держави: Курдляндію і Люзанію.
Керівна ідеологія Курдляндії — це «національна мобільність» (звідси своєрідна новомова зі словами «націомобілі», «тупартаменти», «градозаври»), яка полягає в тому, що переважна частина населення повинна жити всередині гігантських тварин — курдлів, в їх шлунках та інших внутрішніх органах. За словами курдляндського патріота, курдлі ходять по болотах, спрямовуючись «водіями» — «старнаками» (starnak — скорочення від «старший над курдлями»), а решта жителів, відповідно, перебуваючи всередині своїх домашніх курдлів, які ходять слідом, мають можливість відвідувати різні місця своєї чудової країни. Жителі можуть періодично залишати курдля — принаймні на одну добу в рік. Норовливі ж піддаються засланню в задню частину курдля — колонізації. Високопоставлені урядовці натомість живуть у звичайних будинках на суші за межами болота, як і декотрі привілейовані функціонери, яких відряджають в Люзанію на навчання і роботу. В Курдляндії немає високих технологій, і жителям наказано пишатися цим.
Тихий проводить значну частину свого часу в високотехнологічній Люзанії, вивчаючи історію світу і поточну соціальну систему цієї держави. Основною особливістю Люзанії є наявність етикосфери, що складається зі спритнів або «вірусів добра» — якоїсь подоби нанороботів. Спритні, якими наповнене все місце довкілля, забезпечують люзанцям максимально можливий рівень безпеки і комфорту. Блискавично реагуючи на зміни обстановки, безвідмовні і всюдисущі спритні запобігають будь-яким травмам, нейтралізують інфекції і навіть можуть перетворити живий організм в практично безсмертний агрегат. Як наслідок, в Люзанії фізично неможливо вчинити насильство над ближнім. На свій подив, Тихий виявляє, що в Люзанії досить багато принципових противників такого становища. Багато люзанців намагаються хоча б інколи вирушати на відпочинок за межі етикосфери, і існує навіть підпільний «рух опору» етикосфері. У Люзанії Тихий отримує відповіді на більшість питань про Енцію. Зокрема, з'ясовується, що на Енції існувала й третя держава, де сповідався свій особливий шлях побудови ідеального суспільства. Ця країна була повністю знищена в результаті глобальної війни, і сам факт її існування замовчується.
Утім, про це читач дізнається зі слів головного героя. В фіналі роману Тихий і кілька його супутників-люзанців відправляються на пікнік. Там їх проковтує дикий курдль і ті змушені проводити час в його шлунку. Чим закінчилася історія з замком, з якої все почалося, читачеві пропонується вирішити на свій розсуд.